# Monobelus biguttatus
Monobelus biguttatus är en insektsart som beskrevs av Fabricius. Monobelus biguttatus ingår i släktet Monobelus och familjen hornstritar. Inga underarter finns listade i Catalogue of Life.